# Rhynchagrotis crenulata
Rhynchagrotis crenulata är en fjärilsart som beskrevs av Smith 1887. Rhynchagrotis crenulata ingår i släktet Rhynchagrotis och familjen nattflyn. Inga underarter finns listade.